# Coupe de Biélorussie de football 1999-2000
Navigation
Coupe de Biélorussie 1998-1999 Coupe de Biélorussie 2000-2001
La Coupe de Biélorussie 1999-2000 est la 9e édition de la Coupe de Biélorussie de football depuis la prise d'indépendance du pays en 1991. Elle prend place entre le 18 juillet 1999 et le 28 mai 2000, date de la finale au stade Dinamo de Minsk.
Un total de 29 équipes prennent part à la compétition, parmi lesquelles l'intégralité des participants à la première division 1999 auquel s'ajoute dix clubs de deuxième division et trois du troisième échelon.
La compétition suivant un calendrier sur deux années, contrairement à celui des championnats biélorusses qui s'inscrit sur une seule année, celle-ci se trouve de fait à cheval entre deux saisons de championnat ; ainsi pour certaines équipes promues ou reléguées durant la saison 1999, la division indiquée peut varier d'un tour à l'autre.
Le Slavia Mazyr remporte sa deuxième coupe nationale à l'issue de la compétition au détriment du Torpedo-MAZ Minsk. Cette victoire permet au club de se qualifier pour le tour préliminaire de la Coupe UEFA 2000-2001.

## Seizièmes de finale
| Date            | Locaux                     | Score                | Visiteurs                         |
| --------------- | -------------------------- | -------------------- | --------------------------------- |
| 18 juillet 1999 | Vedrytch-97 Retchytsa (D2) | 1 - 1 ap (3 - 4 tab) | (D1) Slivoch-Krovlia Assipovitchy |
| 18 juillet 1999 | Granit Mikachevitchy (D2)  | 1 - 0                | (D1) Chakhtior Salihorsk          |
| 18 juillet 1999 | Polessié Kozenki (D2)      | 0 - 6                | (D1) Belchina Babrouïsk           |
| 18 juillet 1999 | FK Rahatchow (D2)          | 1 - 3 ap             | (D1) Naftan-Devon Novopolotsk     |
| 18 juillet 1999 | Kommounalnik Slonim (D2)   | 0 - 7                | (D1) FK Homiel                    |
| 18 juillet 1999 | ZLIN Homiel (D2)           | 2 - 0                | (D1) Torpedo-Kadino Mahiliow      |
| 18 juillet 1999 | Nioman Masty (D2)          | 0 - 2                | (D1) Slavia Mazyr                 |
| 18 juillet 1999 | Torpedo Jodzina (D2)       | 0 - 3                | (D1) Nioman-Belkard Hrodna        |
| 18 juillet 1999 | Keramik-Biaroza (D2)       | 1 - 2                | (D1) Dniepr-Transmach Mahiliow    |
| 18 juillet 1999 | Ozertsy Hlybokaïe (D3)     | 1 - 4                | (D1) Dinamo Minsk                 |
| 18 juillet 1999 | Pinsk-900 (D2)             | 0 - 2                | (D1) Dinamo Brest                 |
| 18 juillet 1999 | Zaboudova Tchysts (D3)     | 2 - 4                | (D1) Lokomotiv-96 Vitebsk         |
| 20 juillet 1999 | FK Louninets (D3)          | 3 - 4                | (D1) BATE Borisov                 |

## Huitièmes de finale
| Date           | Locaux                            | Score                | Visiteurs                      |
| -------------- | --------------------------------- | -------------------- | ------------------------------ |
| 1 octobre 1999 | Slavia Mazyr (D1)                 | 3 - 2                | (D1) Naftan-Devon Novopolotsk  |
| 1 octobre 1999 | Belchina Babrouïsk (D1)           | 3 - 1                | (D2) ZLIN Homiel               |
| 1 octobre 1999 | Slivoch-Krovlia Assipovitchy (D1) | 0 - 1                | (D1) Torpedo-MAZ Minsk         |
| 1 octobre 1999 | FK Lida (D1)                      | 2 - 0                | (D2) Granit Mikachevitchy      |
| 1 octobre 1999 | Dinamo Brest (D1)                 | 1 - 0                | (D1) Dniepr-Transmach Mahiliow |
| 1 octobre 1999 | Nioman-Belkard Hrodna (D1)        | 4 - 1                | (D1) FK Maladetchna            |
| 1 octobre 1999 | Lokomotiv-96 Vitebsk (D1)         | 0 - 0 ap (4 - 3 tab) | (D1) Dinamo Minsk              |
| 1 octobre 1999 | BATE Borisov (D1)                 | 0 - 1                | (D1) FK Homiel                 |

## Quarts de finale
| Date       | Locaux                  | Score                | Visiteurs                  |
| ---------- | ----------------------- | -------------------- | -------------------------- |
| 3 mai 2000 | Torpedo-MAZ Minsk (D1)  | 0 - 0 ap (4 - 2 tab) | (D1) Nioman-Belkard Hrodna |
| 3 mai 2000 | FK Homiel (D1)          | 3 - 0 ap             | (D1) FK Lida               |
| 3 mai 2000 | Belchina Babrouïsk (D1) | 2 - 1                | (D1) Lokomotiv-96 Vitebsk  |
| 3 mai 2000 | Dinamo Brest (D1)       | 0 - 6                | (D1) Slavia Mazyr          |

## Demi-finales
| Date        | Locaux                 | Score | Visiteurs               |
| ----------- | ---------------------- | ----- | ----------------------- |
| 19 mai 2000 | Torpedo-MAZ Minsk (D1) | 1 - 0 | (D1) Belchina Babrouïsk |
| 20 mai 2000 | Slavia Mazyr (D1)      | 3 - 0 | (D1) FK Homiel          |

## Finale
| Entraîneur :       |
| Anatoli Iourevitch |

| Entraîneur :        |
| Aleksandr Kuznetsov |

| Entraîneur :       |
| Anatoli Iourevitch |

| Entraîneur :        |
| Aleksandr Kuznetsov |